# Jazz 6
 (juin 2020).
Si vous disposez d'ouvrages ou d'articles de référence ou si vous connaissez des sites web de qualité traitant du thème abordé ici, merci de compléter l'article en donnant les références utiles à sa vérifiabilité et en les liant à la section « Notes et références ».
Jazz 6 était une émission de télévision française diffusée sur M6 de 1987 à 2003 présenté par Philippe Adler.

## Principe de l'émission
C'était une émission consacrée à l'actualité du jazz. L'intervention de son présentateur Philippe Adler était suivie d'une diffusion d'un concert, notamment issu du festival "Jazz à Vienne". Jazz 6 était diffusée tardivement, pour des raisons de droits d'auteurs moins chers à ces heures-là. L'émission a entre autres diffusé des concerts de jazzmen prestigieux comme Al Jarreau ou Georges Benson. 
Après 2003 et jusqu'en juin 2008, Philippe Adler continuera de présenter quelques concerts de jazz par an sur M6 toujours aux mêmes heures très tardives (souvent bien après minuit).